# Vækstpunkt
Vækstpunktet er den yderste spids i en plantes stængler eller rødder, hvor nydannelsen af celler foregår og dermed sikrer vækst i længden.